# Cushamen megye
Cushamen  egy megye Argentínában, Chubut tartományban. A megye székhelye Cushamen.

## Települések
A megye a következő nagyobb településekből (Localidades) áll:
- Buenos Aires Chico
- Cholila
- Cushamen
- Hoyo de Epuyén
- El Maitén
- Epuyén
- Gualjaina
- Lago Epuyén
- Lago Puelo
- Leleque

Kisebb települései (Parajes):
- Lago Rivadavia
- Fitamiche
- El Portezuelo
- El Molle
- Las Golondrinas
- Río Chico
- El Mallin